# ラヴァル大学
ラヴァル大学（ラヴァルだいがく、フランス語: Université Laval）は、カナダ・ケベック州ケベックシティーにある総合大学。
1663年にフランソワ・ドゥ・ラヴァルによって創設されたセミネール・ドゥ・ケベックを基に、1852年にヴィクトリア女王による勅許で設立された。そのためカナダにおける最古の高等教育の府であり、北アメリカにおけるフランス語での最古の最高学府とされている。
研究費の額ではカナダにおいて上位10位以内にある。
ケベックにおける他の大学同様、校名は公式には英語に翻訳されない。

## 課程
2002年の時点では、ラヴァル大学は38,000人以上に350課程を提供していた。
毎年2,500名以上の留学生が入学し、カナダ国内でも州外の学生も1,000名を超える。

### 学部
- 農業・食品科学
- 建築・都市計画・ビジュアルアーツ
- 歯学部
- 教育学部
- 法学部
- 人文科学部
- 林業・地理・ジオマティクス
- 国際関係学部
- 芸術学部
- 医学部
- 音楽学部
- 看護学部
- 薬学部
- 哲学部
- 大学院研究科
- 理工学部
- 社会科学部
- 神学部・宗教学部

## 同大学出身の著名人
- ジャン・クレティエン：政治家、カナダ首相
- ブライアン・マルルーニー：政治家、カナダ首相
- ルイ・サンローラン：政治家、カナダ首相
- ルネ・レヴェック：政治家、ケベック州首相